# Prozessionsaltar gegenüber dem Alten Dorfring 6 (Arnshausen)

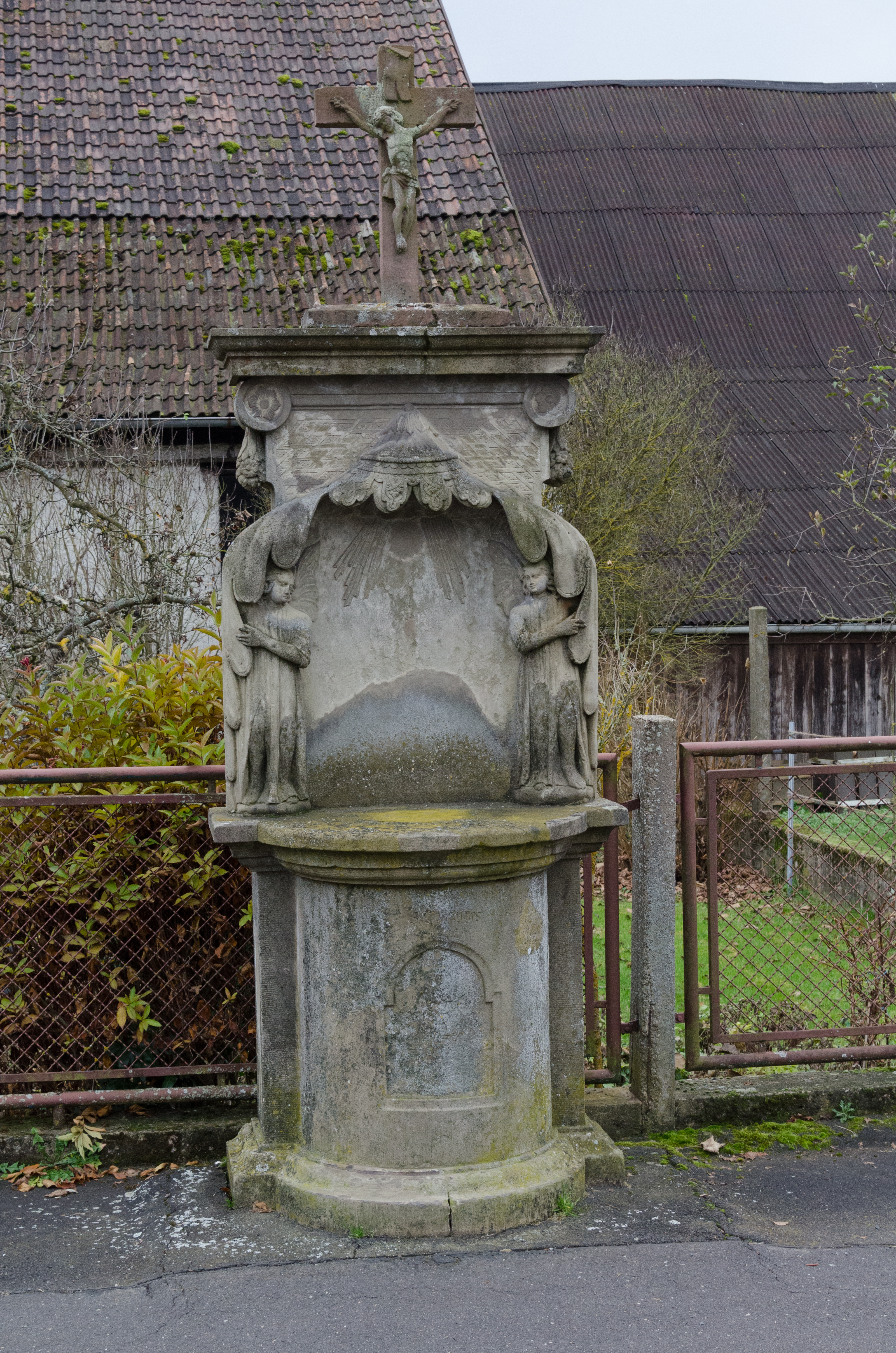
Prozessionsaltar, gegenüber dem Alten Dorfring 6, Arnshausen

Der Prozessionsaltar gegenüber dem Alten Dorfring 6 befindet sich in Arnshausen, einem Stadtteil von Bad Kissingen, der Großen Kreisstadt des unterfränkischen Landkreises Bad Kissingen. Er gehört zu den Bad Kissinger Baudenkmälern und ist unter der Nummer D-6-72-114-146 in der Bayerischen Denkmalliste registriert.

## Beschreibung
Der Prozessionsaltar besteht aus graugrünem Sandstein und entstand im Jahr 1766.
Der Altar ist aus einem vorgewölbten Tischsockel mit einem Relief des Evangelisten Johannes, das 1978 offenbar noch vorhanden war, seit spätestens 2014 aber verschollen ist, und einer baldachinartigen Rückwand aufgebaut, auf deren abschließender Gesimsplatte sich ein Kruzifix befindet. Am baldachinartigen Aufbau raffen zwei Engel den Vorhang des Baldachins auseinander. Im Unterschied zu den anderen Prozesssionsaltären des Alten Dorfrings zeigt die Rückwand hier keine Figurendarstellung.
Das Kruzifix auf der Gesimsplatte ist 78 cm groß und trägt einen Korpus.
Dieser Prozessionsaltar und die anderen Prozessionsaltare am Alten Dorfring bilden in folgender Reihenfolge einen Prozessionsweg:
1. Prozessionsaltar gegenüber dem Alten Dorfring 32
2. Prozessionsaltar gegenüber dem Alten Dorfring 28
3. Prozessionsaltar Alter Dorfring 18
4. Prozessionsaltar gegenüber dem Alten Dorfring 6